# Susana Costa
Susana Cristina Saíde da Costa (ur. 22 września 1984 w Setúbal) – portugalska lekkoatletka specjalizująca się w trójskoku.

## Kariera
Srebrna medalistka igrzysk Luzofonii (2006) oraz mistrzyni czempionatu ibero-amerykańskiego (2012). W 2016 była piąta na mistrzostwach Europy oraz zajęła 9. miejsce w finałowym konkursie igrzysk olimpijskich w Rio de Janeiro, natomiast rok później była siódma na halowym czempionacie Starego Kontynentu w Belgradzie i jedenasta na światowym czempionacie w Londynie.
Wielokrotna mistrzyni Portugalii oraz reprezentantka kraju w pucharze Europy i drużynowych mistrzostwach Europy.
Rekordy życiowe: stadion – 14,35 (5 sierpnia 2017, Londyn); hala – 14,43 (3 marca 2019, Glasgow).

## Osiągnięcia

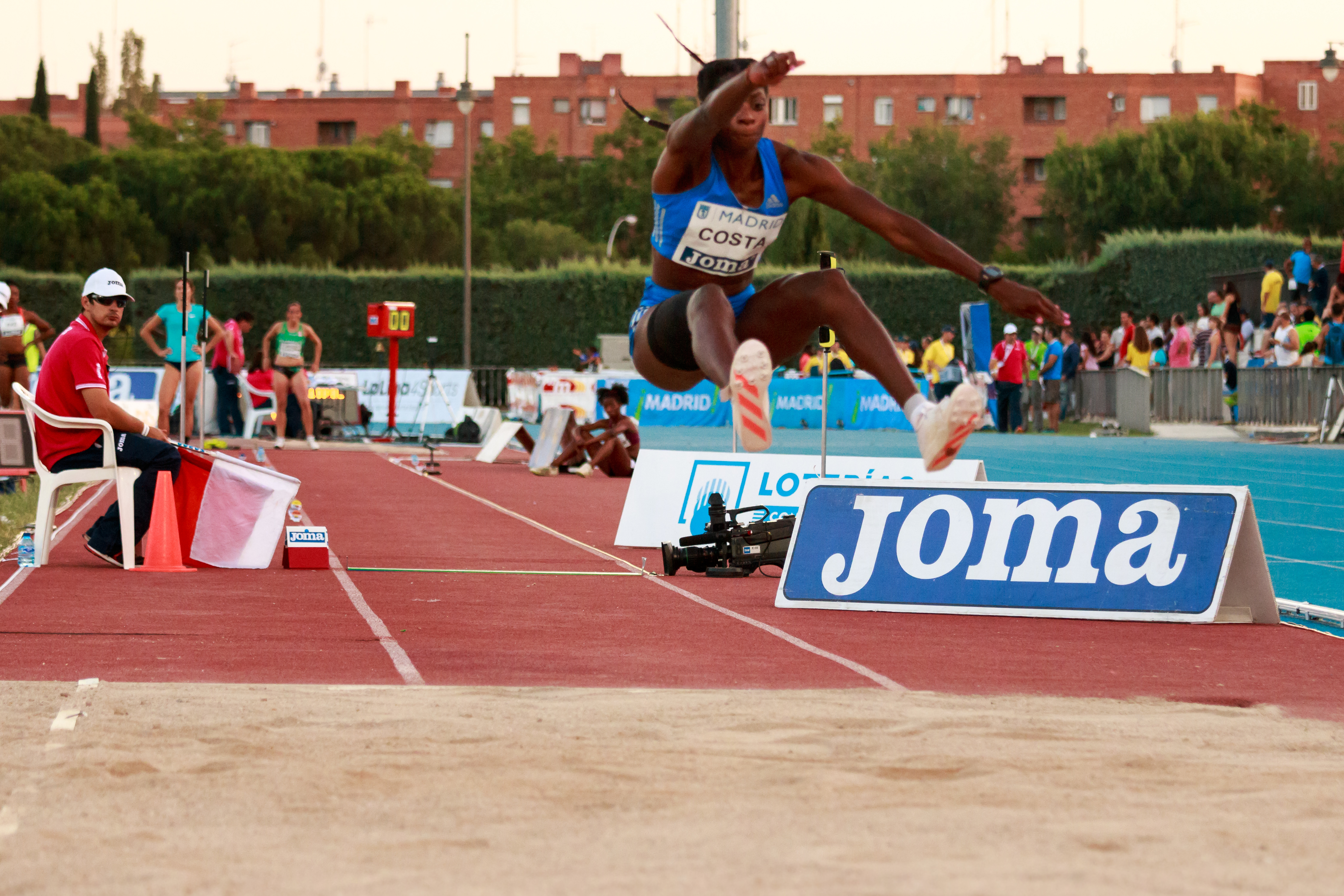
Susana Costa

| Rok  | Zawody                         | Miejsce        | Wynik             | Rezultat |
| ---- | ------------------------------ | -------------- | ----------------- | -------- |
| 2004 | Mistrzostwa ibero-amerykańskie | Huelva         | 6. miejsce        | 12,91    |
| 2006 | Igrzyska Luzofonii             | Makau          | 2. miejsce        | 12,46    |
| 2007 | Halowe mistrzostwa Europy      | Birmingham     | el. – 12. miejsce | 13,43    |
| 2012 | Mistrzostwa ibero-amerykańskie | Barquisimeto   | 1. miejsce        | 13,78    |
| 2012 | Mistrzostwa Europy             | Zurych         | el. – 13. miejsce | 13,99    |
| 2013 | Halowe mistrzostwa Europy      | Göteborg       | el. – 12. miejsce | 13,74    |
| 2014 | Mistrzostwa Europy             | Zurych         | 8. miejsce        | 13,78    |
| 2015 | Halowe mistrzostwa Europy      | Praga          | el. – 14. miejsce | 13,78    |
| 2015 | Mistrzostwa świata             | Pekin          | el. –             | NM       |
| 2016 | Mistrzostwa Europy             | Amsterdam      | 5. miejsce        | 14,345   |
| 2016 | Igrzyska olimpijskie           | Rio de Janeiro | 9. miejsce        | 14,12    |
| 2017 | Halowe mistrzostwa Europy      | Belgrad        | 7. miejsce        | 13,99    |
| 2017 | Mistrzostwa świata             | Londyn         | 11. miejsce       | 13,99    |
| 2018 | Igrzyska śródziemnomorskie     | Tarragona      | 5. miejsce        | 13,81    |
| 2018 | Mistrzostwa Europy             | Berlin         | 11. miejsce       | 13,97    |
| 2018 | Mistrzostwa ibero-amerykańskie | Trujillo       | 2. miejsce        | 13,76    |
| 2019 | Halowe mistrzostwa Europy      | Glasgow        | 5. miejsce        | 14,43    |
| 2019 | Mistrzostwa świata             | Doha           | el. – 20. miejsce | 13,77    |